# Zomilla
A Zomilla ismeretlen eredetű, valószínűleg költött név.

## Gyakorisága
Az 1990-es években szórványos név, a 2000-es években nem szerepel a 100 leggyakoribb női név között.

## Névnapok
- július 15.[2]
- július 18.[2]

## Híres Zomillák
- Hegyi Zomilla világbajnoki ezüstérmes kajakos